# Ernest al II-lea, Duce de Saxa-Coburg și Gotha
Ernest al II-lea, Duce de Saxa-Coburg și Gotha (germană Ernst II August Herzog von Sachsen-Coburg und Gotha; 21 iunie 1818 – 22 august 1893) a fost al doilea Duce al Ducatului de Saxa-Coburg și Gotha și a domnit din 1844 până la moartea sa.  În timpul domniei sale au avut loc războiul austro-prusac și războiul franco-prusac.

## Primii ani

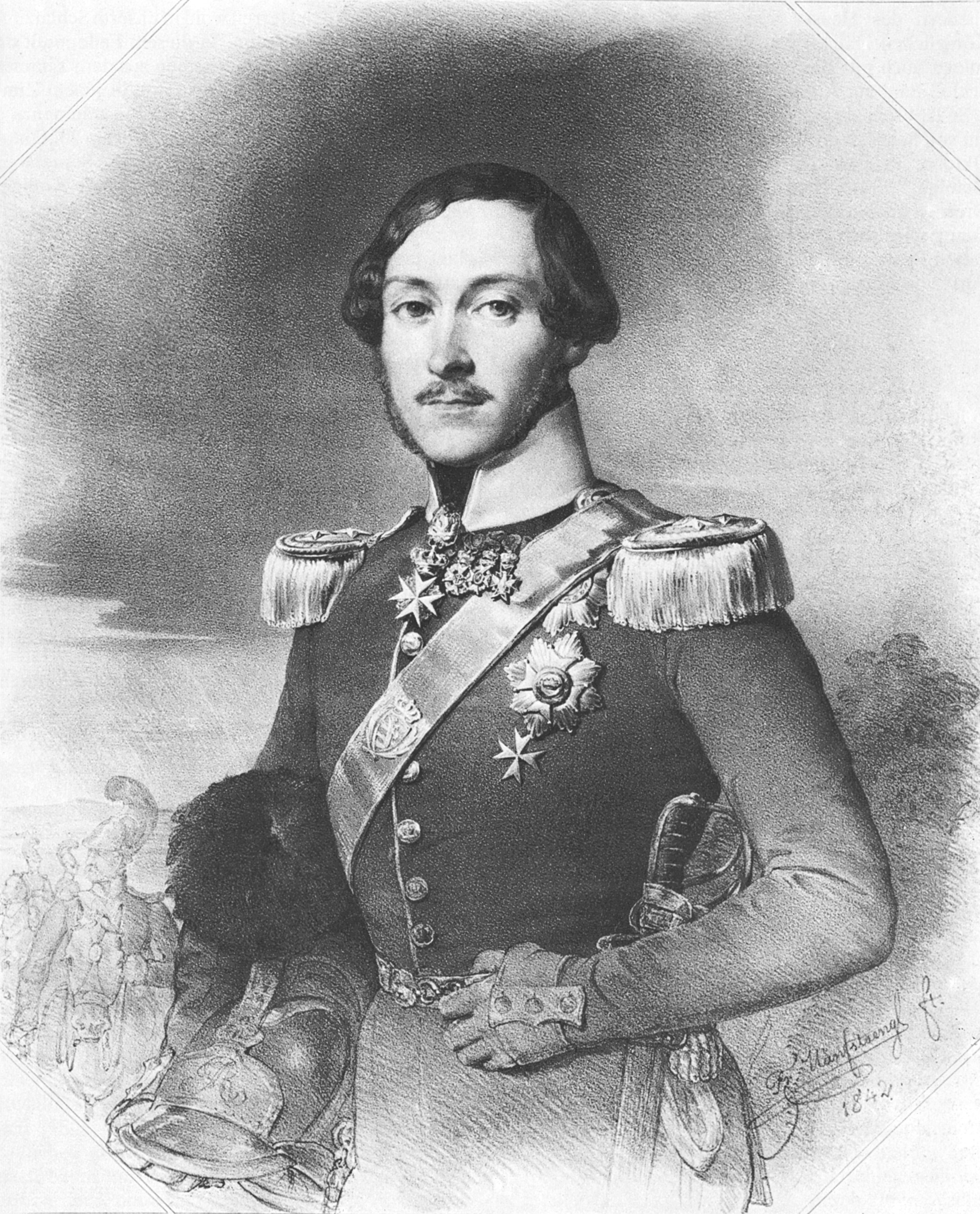
O litografie a lui Ernest, 1842

Ernest, Prinț Ereditar de Saxa-Coburg-Saalfeld, s-a născut la Palatul Ehrenburg din Coburg la 21 June 1818. A fost fiul cel mare al Ducelui Ernest al III-lea de Saxa-Coburg-Saalfeld și a primei lui soții, Louise de Saxa-Gotha-Altenburg. A avut un frate, Prințul Albert, care mai târziu a devenit soțul reginei Victoria.
Deși Ducele Ernest a fost tatăl a numeroși copii din diferite relații, cei doi băieți nu au mai avut alți frați legitimi. În 1826, tatăl lor a succedat ca Ernest I, Duce de Saxa-Coburg și Gotha prin extinderea teritoriilor după decesul lui Frederic al IV-lea, Duce de Saxa-Gotha-Altenburg.
Ernest și fratele lui au locuit adesea cu bunica lor, Contesa Augusta de Reuss-Ebersdorf, până la decesul ei în 1831. El și Albert au fost crescuți și educați împreună, ca în cazul în care aceștia ar fi fost gemeni. Deși Albert era cu 14 luni mai mic, el l-a depășit intelectual pe Ernest. În 1824, părinții lor au divorțat; ulterior ea a părăsit Coburg și i s-a interzis să-și mai vadă fii. Curând ea s-a recăsăorit cu Alexander von Hanstein, Conte de Pölzig și Beiersdorf și a murit în 1831 la vârsta de 30 de ani. În anul de după moartea ei, tatăl lor s-a recăsătorit cu propria nepoată, Ducesa Maria de Württemberg, care era fiica surorii lui Antoaneta. Prin urmare, mama vitregă era, de asemenea, verișoara lor primară. Separarea și divorțul părinților, precum și moartea mamei lor, i-a bulversat pe băieți și a apropiat și mai mult relația dintre ei.
În 1836, Ernest și Albert au vizitat-o pe verișoara lor, Prințesa Victoria de Kent, la Castelul Windsor, unde au petrecut câteva săptămâni. Ambii băieți, în special Albert, erau considerați de către familie a fi potențiali soți pentru tânăra prințesă, și ei au început să învețe bine limba engleză.
Temperamental, Victoria se asemăna mai mult cu Ernest, ambii fiind plini de viață și sociabili, le plăceau dansul, bârfa și  nopțile târzii; în schimb acest ritm îi provoca rău fizic lui Albert. Victoria credea că Ernest era "de cele mai multe ori onest și cu o expresie inteligentă", în timp ce Albert "părea plin de bunătate și dulceață și foarte inteligent și deștept". Nici o ofertă de căsătorie nu s-a făcut pentru nici unul dintre frați și ei s-au întors acasă.

În același an, Ernest a început instruirea militară. În aprilie 1837, Ernest și Albert au început să frecventeze cursurule Universității din Bonn. În 1839, frații au călătorit din nou în Anglia, unde Victoria devenise regină de doi ani. Victoria l-a găsit pe Albert agreabil și l-a cerut în căsătorie.
Această conexiune a avut multe implicații asupra Ernest în viitor; de exemplu, el a fost ales ca naș pentru cea de-a doua fiică a lui Albert, Prințesa Alice.

## Căsătorie

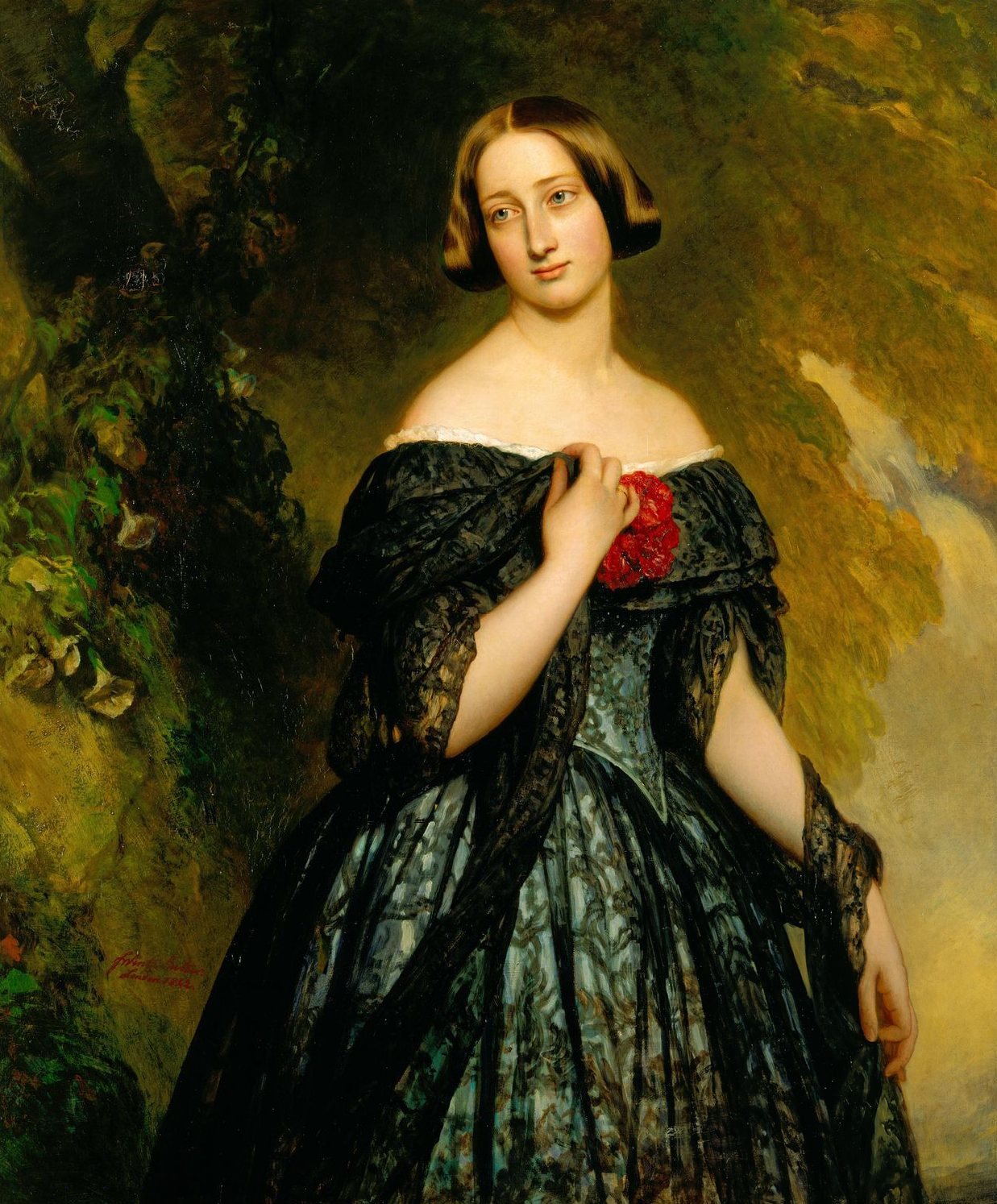
Soția lui Ernest, Alexandrine de Baden.

Diverse candidate au fost considerate ca posibile soții pentru Ernest. Tatăl său a vrut ca el să se căsătorească cu o mare prințesă, cum ar fi o Mare Ducesă rusă. O posibilitate era Prințesa Clémentine de Orléans, o fiică a regelui Ludovic-Filip I, pe care a întâlnit-o în timp ce vizita curtea de la Tuileries. O astfel de căsătorie ar fi cerut totuși convertirea sa de la luteranism la romano-catolicism, și în consecință planul nu s-a finalizat. Mai târziu, Clémentine s-a căsătorit cu vărul lui, Prințul August de Saxa-Coburg și Gotha. De asemenea, Ernest a fost considerat de regina Maria Christina a Spaniei un posibil soț pentru tânăra ei fiică Isabela a II-a a Spaniei  și de regina Victoria pentru verișoara ei, Prințesa Augusta de Cambridge.
La Karlsruhe la 3 mai 1842, Ernests-a căsătorit cu prințesa de 21 de ani, Alexandrine de Baden. Ea era fiica cea mare a lui Leopold, Mare Duce de Baden și a Prințesei Sofia Wilhelmina a Suediei (fiica regelui detronat Gustav al IV-lea al Suediei). Din căsătorie nu au rezultat copii, deși Ernest a fost tatăl a cel puțin trei copii nelegitimi în anii următori.
Ernest a suferit de boli venerice în adolescență și la începutul celei de-a treia decadă a vieții cel mai probabil ca o consecință a vieții sălbatice și promiscue. Aceste calități el le-a moștenit de la tatăl său, care și-a dus cei doi fii la Paris și la Berlin pentru a "gusta din plăceri", spre "groaza și rușinea" lui Albert.
Pe măsură ce anii au trecut, și în continuare nu a avut copii legitimi, Ernest a devenit mai distant cu soția sa și a fost continuu infidel. Deși Alexandrine a continuat să fie devotată, alegând să ignore aceste relații, loialitatea ei a devenit din ce în ce derutantă pentru cei din afara familiei sale imediate. Prin anul 1859, după șaptesprezece ani de lipsă a copiilor, Ernest n-a mai avut nici un interes față de soția lui.

## Moștenirea Saxa-Coburg și Gotha
Mare parte a domniei lui Ernest, moștenitorul prezumptiv al Ducatului de Saxa-Coburg și Gotha a fost singurul său frate, Albert, Prinț Consort.
Când a devenit din ce în ce mai clar faptul că Ernest nu va avea copii și posibilitatea unei uniuni între ducatele sale și Regatul Unit a devenit reală, realitatea aceasta a fost indezirabilă. Aranjamente speciale au fost făcute printr-o combinație de clauze constituționale și renunțări pentru a trece tronul lui Ernest la un fiu al lui Albert, prevenind în același timp o uniune personală. În consecință, Prințul Alfred, Duce de Edinburgh, al doilea fiu al fratelui său a fost desemnat la 14 decembrie 1861 moștenitorul lui Ernest, atunci când Prințul de Wales (viitorul Eduard al VII-lea al Regatului Unit) a renunțat la drepturile sale de succesiune.